# Kholifa Stars FC
Der Kholifa Stars Football Club ist ein 2010 gegründeter sierra-leonischer Fußballverein aus Magburaka. Zur Saison 2024/25 spielt der Verein in der zweiten Liga.

## Erfolge
- Sierra-leonischer Zweitligavizemeister: 2023[1]  ▲

## Stadion
Der Verein trägt seine Heimspiele im Magburaka Football Field in Magburaka aus. Das Stadion hat ein Fassungsvermögen von 1000 Personen.